# Сајрен (Висконсин)
Сајрен (енгл. Siren) град је у америчкој савезној држави Висконсин.

## Демографија
По попису из 2010. године број становника је 806, што је 182 (-18,4%) становника мање него 2000. године.
| Група             | 2000.       | 2010.       |
| Белци             | 947 (95,9%) | 721 (89,5%) |
| Афроамериканци    | 1 (0,1%)    | 2 (0,2%)    |
| Азијати           | 3 (0,3%)    | 3 (0,4%)    |
| Хиспаноамериканци | 1 (0,1%)    | 19 (2,4%)   |
| Укупно            | 988         | 806         |